# Maisons-Alfort – Stade (stanice metra v Paříži)
Maisons-Alfort – Stade je nepřestupní stanice pařížského metra na lince 8. Nachází se za hranicemi Paříže ve městě Maisons-Alfort pod Avenue du Général Leclerc u křižovatky s ulicemi Rue Gabriel Péri, Rue Raspail a Rue du 11 Novembre 1918.

## Historie
Stanice byla otevřena 19. září 1970, když sem byla linka rozšířena od stanice Charenton – Écoles. Do 27. dubna 1972 sloužila jako konečná stanice, než byla linka dále prodloužena do sousední stanice Maisons-Alfort – Les Juillottes.

## Název
Jméno stanice se skládá ze dvou částí: Maisons-Alfort podle města, ve kterém se stanice nalézá; Stade neboli stadión je odvozeno od nedalekého městského stadiónu Delaune.